# Michael Parler
Michael Parler dit aussi Michael von Gmünd est un tailleur de pierre et maître d'œuvre du XIVe siècle ayant travaillé sur des édifices gothiques.
Il est un des membres de la famille Parler, famille de tailleurs de pierres, maîtres d'œuvre et architectes. Il est probablement le fils de Heinrich Parler l'Aîné (ou Heinrich von Gmünd) et le frère de Peter Parler et Johann Parler l'Aîné (ou Johann von Gmünd).
On sait qu'il s'est probablement rendu en Bohême avec son frère Peter. En 1359, on le trouve enregistré à Goldenkron où il est maître d'œuvre du chantier de reconstruction du monastère cistercien de Zlatá Koruna après l'incendie de 1354. Il est ensuite resté à Prague, où sa présence est attestée jusqu'en 1383.
Il est distinct du Michel Parler maître d'œuvre de la Cathédrale Notre-Dame de Strasbourg, probablement son neveu : un Michel Parler, dit Michael von Gmünd, y est enregistré comme magister operis de 1383 à 1387. Il est également à distinguer d'un Michael Parler, maître de chantier de la cathédrale d'Ulm.

## Sources
- Reinhard Wortmann: Die Parlerkonsolen des Ulmer Münsters. Ein Betrag zur Baugeschichte des Langhauses. In: Bonner Jahrbücher. Band CLXX, 1970, pp. 289–311.
- Reinhard Wortmann: Hallenplan und Basilikabau der Parler in Ulm. In: Hans-Eugen Specker, Reinhard Wortmann (Hrsg.): 600 Jahre Ulmer Münster. Ulm 1977, pp. 101–125.
- Gottfried Hauff: Zur Konservierung der Chorportale des Heilig-Kreuz-Münsters in Schwäbisch Gmünd. 1989, 42, 3, pp. 252–254.